# Декрет «Об Автономной Чувашской области»
Декрет «Об Автономной Чувашской области» — документ об образовании Автономной Чувашской области в составе РСФСР. Подписан 24 июня 1920 года. 

## История документа
В 1917–1920 гг. происходил активный поиск форм национального самоопределения чувашей.

## Принятие декрета и его реализация в жизнь
Завершающим этапом организационного оформления Чувашской автономной области стал I Чувашский областной съезд Советов, состоявшийся 7-11 ноября 1920 года.

## Структура и содержание документа
Декрет состоит из 4—х пунктов.

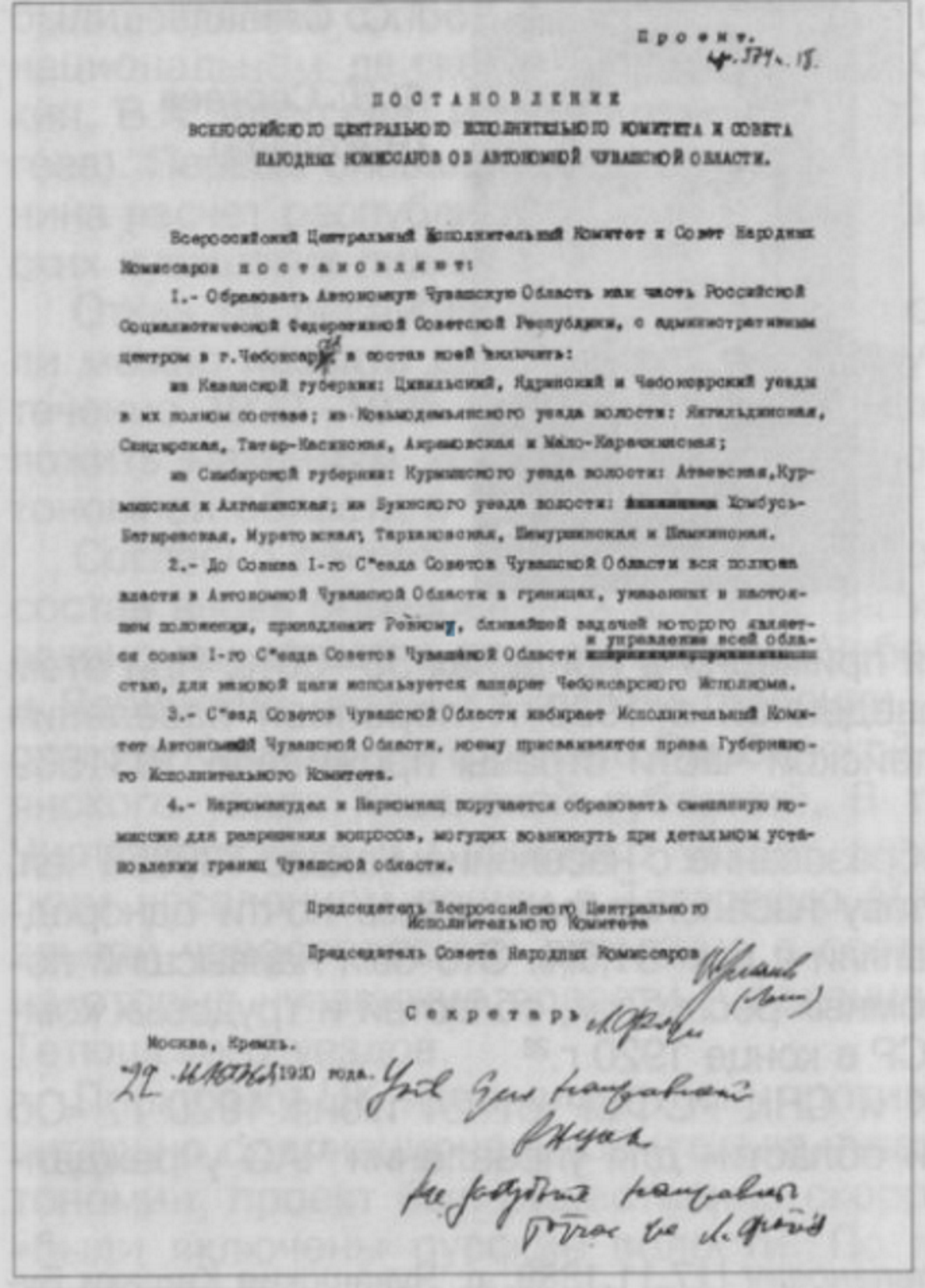
Постановление ВЦИК и СНК. Об Автономной Чувашской области

Первый пункт, очерчен территориальный состав области.
Согласно декрету в состав Чувашской области входят:
- из Казанской губернии: Цивильский, Ядринский и Чебоксарский уезды в их полном составе; из Козьмодемьянского уезда волости: Янгильдинская, Сюндырская, Татар-Касинская, Акрамовская и Мало-Карачкинская;
- из Симбирской губернии — из Курмышского уезда волости: Атаевская, Курмышская, Алгашинская; из Буинского уезда волости: Хомбусь-Батыревская, Муратовская, Тархановская, Шенурвинская и Шамкинская.

Согласно второму пункту декрета, государственная власть в области осуществляется Революционном Комитетом Чувашской автономной области
Согласно четвертому пункту Народному Комиссариату Внутренних Дел и Народному Комиссариату по Делам Национальностей поручалось образовать смешанную комиссию для разрешения вопросов, могущих возникнуть при детальном установлении границ Автономной Чувашской области.